# Moritz Lanegger
Moritz „Momo“ Lanegger-Rest (geborener Lanegger) (* 29. März 1990 in Graz) ist ein österreichischer Basketballspieler.

## Laufbahn
Der 1,90 m große und 94 kg schwere Point Guard spielte von 2006 bis Mai 2011 bei den Kapfenberg Bulls. Im Sommer 2011 wechselte Lanegger nach Niederösterreich zum neunfachen österreichischen Meister BK Klosterneuburg. Auf der Position des Aufbauspielers galt der Grazer als eines der größten Talente Europas. 2015 wurde er als bester Verteidiger der Basketball-Bundesliga im Spieljahr 2014/15 ausgezeichnet.
Nach vier Jahren verließ er Klosterneuburg 2015 und verbrachte die Saison 2015/16 beim Ligakonkurrenten Güssing Knights. Zur Saison 2016/17 wagte er den Gang ins Ausland und unterschrieb Ende Oktober 2016 beim englischen Erstligaverein Manchester Giants. Bereits im Folgemonat wechselte er zum dänischen Verein Team FOG Næstved. Mit Næstved gewann er den dänischen Pokalbewerb. Im Ligabetrieb war er mit vier Korbvorlagen je Spiel bester Vorbereiter der Mannschaft und erzielte zudem im Schnitt 7,2 Punkte sowie 4,1 Rebounds pro Partie. Zur Saison 2017/18 ging er zum englischen Verein London Lions.
Ende Januar 2018 verließ er London und wechselte zum spanischen Zweitligisten Iberostar Palma. Dort stand er bis zum Ende des Spieljahres 2017/18 in 13 Begegnungen auf dem Feld und erzielte im Durchschnitt 3,8 Punkte, verteilte 2,8 Korbvorlagen und sammelte 2,5 Rebounds je Partie ein. Während der Sommerpause kehrte er nach Klosterneuburg zurück, um wieder in der Bundesliga spielen. Er spielte bis 2020 in Klosterneuburg und widmete sich hernach der Spielart 3-gegen-3. 2020 wurde er Vorsitzender einer neugegründeten Basketball-Spielergewerkschaft.
Im Dezember 2021 schloss sich Lanegger dem Erstligisten Vienna D.C. Timberwolves an. Nach drei Jahren als Spieler der Wiener ging er im Sommer 2024 zu den Traiskirchen Lions.

### Nationalmannschaft
Lanegger gehört dem Kader der Nationalmannschaft an. Mit der U20-Auswahl gewann er die B-EM 2010 in Oberwart und spielte ebenfalls 2011 bei der U20-A-EM.

### Erfolge
Zu Laneggers größten Erfolgen zählt der Sieg im österreichischen Pokalbewerb (2007) mit den Kapfenberg Bulls, der Gewinn der Österreichischen Meisterschaft 2012, des Österreichischen Supercups 2012 und des Österreichischen Pokalbewerbs 2013 mit den Xion Dukes Klosterneuburg sowie ein U18-Staatsmeistertitel.

## Persönliches
Moritz Lanegger ist der jüngere Bruder von Reinhard und Alexander Lanegger, die ebenfalls Leistungsbasketballspieler wurden, sowie einer Schwester.